# Bohdan Hawryłyszyn
Bohdan-Wołodymyr Hawryłyszyn, ukr. Богдан-Володимир Гаврилишин (ur. 19 października 1926 w Koropcu, zm. 24 października 2016 w Kijowie) – ukraiński, kanadyjski, szwajcarski ekonomista, działacz społeczny. Aktywny członek Klubu Rzymskiego.

## Życiorys
Bohdan Hawryłyszyn urodzony 19 października 1926 w miejscowości Koropiec.
Podczas II wojny światowej, w 1944 roku wywieziony do Niemiec. Po 1945 przebywał w obozie dla osób przemieszczonych po II wojnie światowej. W 1947 roku przeniósł się do Kanady: pracował jako drwal, był kierownikiem zajęć wieczorowych dla Ukraińców, działał w związkach zawodowych.

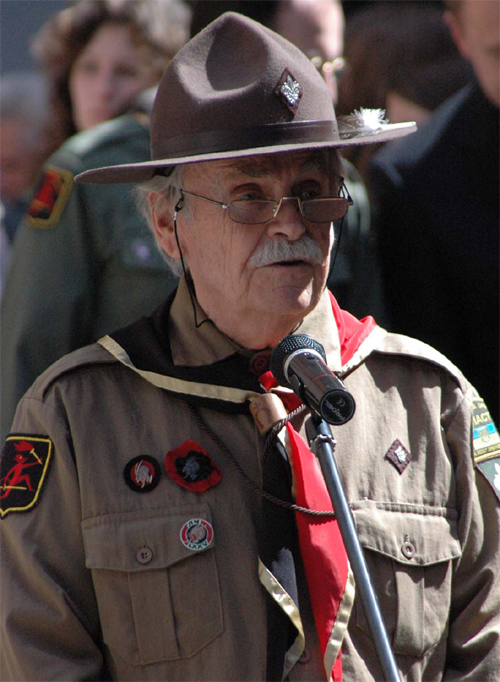

W 1952 roku otrzymuje tytuł licencjata, a w 1954 roku magistra specjalności inżynier mechanik na Uniwersytecie Toronto. W latach 1954–1960 zajmował stanowisko badawcze w zakresie inżynierii zarządzania w Kanadzie. Od 1960 zamieszkał w Szwajcarii. W 1976 otrzymał stopień doktora ekonomii na Uniwersytecie w Genewie.
Od 1988 roku pracuje na zasadzie dobrowolności na Ukrainie. Od niepodległości Ukrainy jest doradcą kilku prezydentów Ukrainy, premierów, przewodniczących Rady Najwyższej Ukrainy.
Blisko trzydzieści lat, Bohdan D. Hawryłyszyn spędził w IMI-Genewa. Był dyrektorem szkolenia (1960–1968), Dyrektorem Instytutu (1968–1986), Honorowym profesorem (1986–1989). W Genewie uczył na takie tematy, jak rozwój gospodarczy, zarządzanie operacjami międzynarodowymi, zarządzanie globalnym środowiskiem biznesowym.
W 1990 roku założył Międzynarodowy Instytut Zarządzania w Kijowie. W latach 1996–1997 był dyrektorem Międzynarodowej Akademii Środowiska (Genewa).
Przewodniczył na konferencjach, wykładał na uniwersytetach i uczestniczył w grupach ekspertów na międzynarodowych konferencjach w ponad 70 krajach, nadal to robi.
Członek Płast – Narodowa Organizacja Skautowa Ukrainy od 1940 roku, należał od 1946 do drużyny Leśnych Diabłów. W latach 2006–2008 był szefem Narodowej Rady Płast, organ zarządzającego.
Honorowy Naukowiec Ukrainy (1992).
W 2010 roku założył Fundację Charytatywną Bohdana Hawryłyszyna.
Jeden z członków grupy inicjatywnej „Pierwszego grudnia”.
Obywatel Kanady. Żonaty, żona - Leni (Łeonida) Hawryłyszyn. Miał dwie córki (Tina i Tusja) i syna (Oleś).

## Stopnie naukowe
- Doktorat (Ekonomia) na Uniwersytecie w Genewie (1976).
- Dr h.c. nauk prawnych na Uniwersytecie York, Toronto, Kanada (1984).
- Dr h.c. nauk prawnych na Uniwersytecie Alberty, Kanada (1986).
- Dr h.c. nauk prawnych, Tarnopolskiej Akademii Gospodarki Narodowej, Ukraina
- Dr h.c. nauk prawnych na Uniwersytecie w Iwano-Frankiwsku, Ukraina
- Dr h.c.nauk prawnych na Uniwersytecie w Czerniowcach im. Fedkovycza
- Honorowy Profesor Narodowy Uniwersytet „Akademia Kijowsko-Mohylańska” (2008)
- Honorowy Profesor Uniwersytet Kijowski im. Borysa Hrinczenki (2012)

## Publikacje
Autor ponad 100 artykułów na temat edukacji zarządzania, środowisk gospodarczych i politycznych.
- „Nauka kierowników - aspekty metodologiczne”. „Peter Lang” Bern - Frankfurt - Las Vegas 1977.
- „Poradnik na przyszłość - do lepszych społeczeństw”. „Pergamon Press”, Oxford, 1980.
- „Jestem z Ukraińy”. Kijów, 2011.

## Aktywność
- Aktywny członek Klubu Rzymskiego
- Zagraniczny członek Narodowej Akademii Nauk Ukrainy
- Członek Międzynarodowej Akademii Zarządzania
- Członek Światowej Akademii Sztuki i Nauki
- Członek Rady Fundacji Jeana Monneta na rzecz Europy w Lozannie
- Członek Rady Nadzorczej Fundacji Prawnej Ukrainy, Kijów
- Akademik Międzynarodowej Akademii Zarządzania i Światowej Akademii Sztuki i Nauki
- Członek «Baden Powell Fellowship» (z 2000 r.).
- Przewodniczący Rady Nadzorczej Międzynarodowego Centrum Badań Perspektywiczny
- Przewodniczący Krajowej Rady Płast
- Prezydent Tarnopolskiej Akademii Gospodarki Narodowej, Ukraina
- Przewodniczący Międzynarodowego Funduszu „Odrodzenie”.

## Odznaczenia i nagrody
- Złoty Medal Prezydenta Republiki Włoskiej (1975).
- Nagroda Wybitny inżynier, Honorowa Sala na Uniwersytecie w Toronto, Kanada (1986).
- Order „Za Zasługi” III stopnia (Ukraina, 1996).
- Order Księcia Jarosława Mądrego (Ukraina, 2005).
- Order Wolności (2016, Ukraina)[1]